# اتحادیه نویسندگان جمهوری آذربایجان
اتحادیه نوسیندگان آذربایجان (به ترکی آذربایجانی: Azərbaycan Yazıçılar Birliyi) بزرگترین سازمان دولتی از شاعران و نوسیندگان آذربایجانی با بیش از ۱۵۰۰ عضو به مرکزیت باکو پایتخت جمهوری آذربایجان که به سال ۱۹۳۴ بنیان‌گذاری شده‌است.

## تاریخچه
در سال ۱۹۲۳ نویسندگان در قالب گروهی به نام "ایلدیریم" پس از آن، در سال ۱۹۲۵، سازمان دیگری به عنوان "قیزیل قلم" از جمله گروه‌هایی بود که بسیاری از نویسندگان و شاعران را به‌طور منظم سازماندهی می‌کرد تا آنجا که به تاریخ ۱۳ ژوئن ۱۹۳۴، فعالیت‌های هنری در قالب گروهی تازه تأسیس با عنوان اتحادیه نویسندگان آذربایجان گشایش یافت؛ که در آن زمان ۹۳ نفر از هنرمندان در این اتحادیه ثبت‌نام کردند؛ که پس از آن روزنامه ادبیات جهت پوشش حوزه علمی اتحادیه بنیان‌گذاری شد. ۱۱ گردهمایی به سال‌های ۱۹۳۴، ۱۹۵۴، ۱۹۵۸، ۱۹۶۵، ۱۹۷۱، ۱۹۷۶، ۱۹۸۱، ۱۹۸۶، ۱۹۹۱، ۱۹۹۷ و ۲۰۰۴ انجام گردیده‌است.

## ساختار
در حال حاضر اتحادیه نویسندگان علاوه بر دفتر مرکزی خود در باکو در داخل جمهوری آذربایجان در شهرهای گنجه، قره‌باغ، لنکران، شکی، سومقاییت، مینگه‌چویر، شیروان، قازاخ و قوبا و در کشورهای خارجی ترکیه (استانبول)، روسیه (مسکو)، داغستان (دربند) و گرجستان (کومو کارتلی) دفتر نمایندگی دارد. این اتحادیه چند زبانی-قومی بوده و علاوه بر ترکی آذربایجانی، روسی، لزگی، تالشی، تاتی را پشتیبانی می‌کند. این اتحادیه دارای رئیس، دبیر، هیئت مدیره است و ریاست کنونی اتحادیه بر عهده انور رضایف و چنگیز عبدالله‌یف دبیر اتحادیه نویسندگان آذربایجان می‌باشد.

## مدیریت
- محمد کاظم علی‌اکبری (۱۹۳۴–۱۹۳۶)
- سیف‌الله شامیل‌اف (۱۹۳۶)
- رسول رضا (۱۹۳۸–۱۹۳۹)
- صمد وورغون
- سلیمان رحیم‌اف (۱۹۴۴–۱۹۴۵)
- مهدی حسین (۱۹۵۸–۱۹۶۵)
- اسماعیل شخلی (۱۹۶۵–۱۹۶۸)
- میرزا ابراهیموف (۱۹۸۱–۱۹۸۶)
- انور رضایف (۱۹۸۷ - هم‌اکنون)